# Liste der Naturdenkmale im Saale-Orla-Kreis
In der Liste der Naturdenkmale im Saale-Orla-Kreis sind die Naturdenkmale im Gebiet des Saale-Orla-Kreis in Thüringen aufgelistet.

## Naturdenkmale
| Nr.       | Bezeichnung                         | Botanische Bezeichnung | Lage                             | Kommune                | Gemarkung            | Beschreibung                                                              | Bild                                  |
| --------- | ----------------------------------- | ---------------------- | -------------------------------- | ---------------------- | -------------------- | ------------------------------------------------------------------------- | ------------------------------------- |
| ND SOK 01 | Linde                               | Sommerlinde            | 50° 38′ 12,5″ N, 11° 31′ 21,4″ O | Wilhelmsdorf           | Wilhelmsdorf         | Kalte Schenke                                                             |                                       |
| ND SOK 02 | Eiche                               | Traubeneiche           | 50° 40′ 44,4″ N, 11° 32′ 19″ O   | Krölpa                 | Krölpa               | Dorfplatz                                                                 | Bild gesucht                          |
| ND SOK 03 | Linde                               | Sommerlinde            | 50° 39′ 26,3″ N, 11° 30′ 32,8″ O | Krölpa                 | Oelsen               | am Brunnen                                                                | Bild gesucht                          |
| ND SOK 04 | Friedenseiche                       | Stieleiche             | 50° 41′ 8,2″ N, 11° 31′ 35″ O    | Krölpa                 | Zella                | im Dorf                                                                   | Bild gesucht                          |
| ND SOK 05 | Ginkgo biloba                       | Ginkgo                 | 50° 41′ 39,1″ N, 11° 35′ 12,5″ O | Pößneck                | Pößneck              | Saalfelder Straße                                                         | Bild gesucht                          |
| ND SOK 06 | Platane                             | Platanus               | 50° 41′ 25,8″ N, 11° 35′ 21,5″ O | Pößneck                | Pößneck              | Oberer Bahnhof                                                            | Bild gesucht                          |
| ND SOK 07 | Linde                               | Sommerlinde            | 50° 41′ 33″ N, 11° 35′ 12,5″ O   | Pößneck                | Schlettwein          | Am Krötenberg                                                             | Bild gesucht                          |
| ND SOK 08 | Eiche                               | Stieleiche             | 50° 44′ 30,1″ N, 11° 34′ 53,4″ O | Langenorla             | Langenorla           | an der Schule                                                             | Bild gesucht                          |
| ND SOK 09 | Eiche                               | Stieleiche             | 50° 43′ 43,7″ N, 11° 41′ 28″ O   | Lausnitz               | Lausnitz             | Dorfplatz                                                                 | Naturdenkmal Eiche in Lausnitz        |
| ND SOK 10 | Mammutbaum                          | Urweltmammutbaum       | 50° 40′ 45,5″ N, 11° 36′ 2,9″ O  | Wernburg               | Wernburg             | Gartengrundstück. Abweichend vom Verordnungstext wohl ein Bergmammutbaum. |                                       |
| ND SOK 11 | 2 Linden                            | Winterlinden           | 50° 40′ 57,4″ N, 11° 38′ 5,3″ O  | Gertewitz              | Gertewitz            | an der Straße nach Bodelwitz                                              | Bild gesucht                          |
| ND SOK 12 | Linde                               | Sommerlinde            | 50° 41′ 11″ N, 11° 38′ 3,8″ O    | Gertewitz              | Gertewitz            | auf Feld                                                                  | Bild gesucht                          |
| ND SOK 13 | Schwarzkiefer mit großem Hexenbesen | Schwarzkiefer          | 50° 44′ 3,5″ N, 11° 44′ 44,5″ O  | Neustadt an der Orla   | Neustadt an der Orla | am Gamsenteich                                                            | Bild gesucht                          |
| ND SOK 14 | Tulpenbaum                          | Tulpenbaum             | 50° 43′ 44,8″ N, 11° 44′ 54,6″ O | Neustadt an der Orla   | Arnshaugk            | Schlosspark                                                               | Bild gesucht                          |
| ND SOK 15 | Platane                             | Platanus               | 50° 44′ 22,6″ N, 11° 50′ 2,8″ O  | Triptis                | Miesitz              | Autohof                                                                   | Bild gesucht                          |
| ND SOK 16 | Lindengruppe                        | Winterlinden           | 50° 43′ 22,1″ N, 11° 47′ 53,9″ O | Schmieritz             | Schmieritz           | Dorfplatz                                                                 | Bild gesucht                          |
| ND SOK 17 | Sattelbildung im Kulmschiefer       | Felsbildung            | 50° 36′ 45,4″ N, 11° 38′ 52,4″ O | Ziegenrück             | Ziegenrück           | nach Hotel Schloßberg. Fläche 0,0004 ha.                                  | Bild gesucht                          |
| ND SOK 18 | 5 Linden                            | Winterlinden           | 50° 36′ 11,5″ N, 11° 39′ 18,4″ O | Ziegenrück             | Ziegenrück           | Straße nach Eßbach                                                        | Bild gesucht                          |
| ND SOK 19 | Herrmannsbuche                      | Rotbuche               | 50° 36′ 20,5″ N, 11° 39′ 37,8″ O | Ziegenrück             | Ziegenrück           | Straße nach Eßbach                                                        | Bild gesucht                          |
| ND SOK 20 | Riesenfichte                        | Gemeine Fichte         | 50° 37′ 50,9″ N, 11° 34′ 31,1″ O | Schmorda               | Schmorda             |                                                                           | Bild gesucht                          |
| ND SOK 21 | Güldequelle                         | Quelle                 | 50° 36′ 51,8″ N, 11° 50′ 59,6″ O | Löhma                  | Löhma                | an Straße nach Göschitz. Fläche 0,1 ha.                                   | Bild gesucht                          |
| ND SOK 22 | Douglasie                           | Douglasie              | 50° 28′ 13,8″ N, 11° 51′ 51,8″ O | Tanna                  | Tanna                | am alten Pflanzgarten                                                     | Bild gesucht                          |
| ND SOK 23 | Pechhüttenfichte                    | Gemeine Fichte         | 50° 28′ 10,6″ N, 11° 51′ 25,2″ O | Tanna                  | Tanna                | an der Pechhütte                                                          | Bild gesucht                          |
| ND SOK 24 | Rennera-Tanne                       | Weiß-Tanne             | 50° 28′ 32,2″ N, 11° 50′ 52,4″ O | Tanna                  | Tanna                | Kämmera                                                                   | Bild gesucht                          |
| ND SOK 25 | Bergahornallee                      | Bergahorn              | 50° 25′ 49,1″ N, 11° 51′ 12,6″ O | Gefell                 | Dobareuth, Gefell    | alte Straße                                                               | Bild gesucht                          |
| ND SOK 26 | Kastanie                            | Gemeine Rosskastanie   | 50° 25′ 34″ N, 11° 51′ 7,9″ O    | Gefell                 | Dobareuth            | untere Mühle                                                              | Bild gesucht                          |
| ND SOK 27 | Linde                               | Winterlinde            | 50° 25′ 34,7″ N, 11° 51′ 7,2″ O  | Gefell                 | Dobareuth            | untere Mühle                                                              | Bild gesucht                          |
| ND SOK 28 | Friedenseiche                       | Stieleiche             | 50° 26′ 16,8″ N, 11° 51′ 34,9″ O | Gefell                 | Gefell               | Marktplatz                                                                | Bild gesucht                          |
| ND SOK 29 | Tanzlindengruppe                    | Winterlinden           | 50° 26′ 14,3″ N, 11° 51′ 40,7″ O | Gefell                 | Gefell               | Gartengrundstück                                                          | Bild gesucht                          |
| ND SOK 30 | Alte Eiche                          | Stieleiche             | 50° 24′ 11,9″ N, 11° 49′ 20,6″ O | Hirschberg             | Hirschberg           | Gartengrundstück                                                          | Bild gesucht                          |
| ND SOK 31 | Steinrose                           | Felsbildung            | 50° 31′ 12″ N, 11° 44′ 5,6″ O    | Saalburg-Ebersdorf     | Saalburg             | in Kurve nach Brücke. Fläche 0,001 ha.                                    | weitere Bilder                        |
| ND SOK 32 | Eiche                               | Stieleiche             | 50° 29′ 6,8″ N, 11° 40′ 2,4″ O   | Saalburg-Ebersdorf     | Ebersdorf            | Pfarrgarten                                                               | Stieleiche im Ebersdorfer Pfarrgarten |
| ND SOK 33 | 2 Ahornbaum                         | 2 Bergahorne           | 50° 29′ 37,7″ N, 11° 38′ 39,5″ O | Saalburg-Ebersdorf     | Friesau              | Am Mühlteich                                                              | 2 Ahornbäume in Friesau am Mühlteich  |
| ND SOK 34 | Linde                               | Winterlinde            | 50° 29′ 43,1″ N, 11° 33′ 12,6″ O | Remptendorf            | Thierbach            |                                                                           | Winterlinde in Thierbach              |
| ND SOK 35 | 2 Dorflinden                        | Winterlinden           | 50° 33′ 33,5″ N, 11° 36′ 3,2″ O  | Remptendorf            | Weisbach             | Dorfanger                                                                 | Dorflinde in Weisbach                 |
| ND SOK 36 | Hauptmannsbuche                     | Rotbuche               | 50° 33′ 23,8″ N, 11° 36′ 4″ O    | Remptendorf            | Weisbach             | Ortseingang                                                               | Bild gesucht                          |
| ND SOK 37 | Wildapfelbaum                       | Kultur-Apfel           | 50° 24′ 26,6″ N, 11° 37′ 2,6″ O  | Rosenthal am Rennsteig | Schlegel             | Schlegel                                                                  |                                       |
| ND SOK 38 | 2 Rotbuchen                         | Rotbuchen              | 50° 25′ 19,6″ N, 11° 38′ 17,2″ O | Bad Lobenstein         | Lichtenbrunn         | Gartengrundstück                                                          | Bild gesucht                          |

## Flächennaturdenkmale
Die zu DDR-Zeiten ausgewiesenen Flächennaturdenkmale werden zusammen mit den heutigen geschützten Landschaftsbestandteilen  in einer separaten Liste geführt. Diese enthält 82 Objekte mit einer Gesamtfläche von 204 ha.